# Казакевич, Инесса Ивановна
Инесса Ивановна Казаке́вич (1925—2015) — советский и российский архитектор и реставратор, историк архитектуры, доктор архитектуры. Член Союза архитекторов СССР (1958). Лауреат Государственной премии РСФСР в области архитектуры (1974). Заслуженный работник культуры Российской Федерации (1992).

## Биография
Родилась 1 мая 1925 года в Москве.
С 1945 по 1950 год обучалась в МАРХИ. 
Член СА СССР с 1958 года. Главный  архитектор  проектов мастерской  № 13 управления по проектированию общественных зданий и 
сооружений "Моспроект-2". В 1969 году была участницей исследования и фрагментарной реставрации Каменных палат Анны Монс. Занималась реставрацией здания Храма Всех Святых на Кулишках (в 1957 и с 1974 по 1979 год), монастырского корпуса Знаменского монастыря (с 1962 по 1972 год) и Собора Иконы Божией Матери этого монастыря (с 1963 по 1972 год).  С 1971 по 1981 год занималась реставрацией Потешного дворца (Палаты И. М. Милославского). В 1978 году совместно с архитектором В. В. Путятиной занималась реставрацией здания Александровского подворья. С 1976 по 1981 год занималась реставрацией здания Палаты в Среднем Овчинниковском переулке.
В 1972 году И. И. Казакевич являлась одной из тринадцати архитекторов Института Моспроект-2 защищавших Красные палаты XVII века от сноса и написавших письмо по защите палат к генеральному секретарю ЦК КПСС Л. И. Брежневу.
Скончалась 4 марта 2015 года, похоронена на Щербинском кладбище.

## Награды
- заслуженный работник культуры РФ (1992)[10]
- Государственная премия РСФСР в области архитектуры (1974)[11]— за реставрацию памятников архитектуры и живописи Москвы.